# Sint-Servatiuskerk (Borkel)
De Sint-Servatiuskerk is de parochiekerk van Borkel en Schaft, gelegen aan het Monseigneur Kuypersplein 20 te Borkel.
Deze waterstaatskerk werd gebouwd in 1844. Voordien kerkte men zowel in Borkel als in Schaft in een schuurkerk. Het is een eenbeukige, bakstenen kerk met voorgebouwde toren, ontworpen door architect Klessens uit Eersel. De bovenste delen van de toren werden pas na 1890 gebouwd. Het -lagere- koor en transept ontstonden in 1923. Tegenover de toren, aan de koorzijde, is nog een kleine dakruiter te vinden. De kerk heeft smalle steunberen. De kerk wordt omgeven door een kerkhof. In 1877 werd het goed voorzien van een afsluitend geheel bestaande uit een hekwerk aan het  Monseigneur Kuypersplein en een muur aan de zijde van Dorpsstraat.
Het neogotische gebouw kende een aantal mooie gebrandschilderde ramen, die echter bij een bombardement in 1944 zijn verdwenen, op de hoofden van Sint-Servatius en Maria na. Sindsdien is de kerk verrijkt met nieuwe glas-in-loodramen uit 1947 van de hand van Pierre van Rossum. Zo vindt men een tiental heiligen in het koor, de Tien Geboden in het schip, het leven van Sint-Servatius, de aankondiging van Maria, en de Heilige Cecilia en David. In 2014 verkreeg het gebouw, tezamen met de bijbehorende pastorie aan de Dorpsstraat 72, de gemeentelijke monumentstatus.
Het binnenwerk van het orgel is gebouwd in 1857 door Franciscus Cornelius Smits. De orgelkas werd verwoest tijdens de Tweede Wereldoorlog (1944). Een nieuw orgel, met gebruikmaking van het oude binnenwerk, werd in 1948 vervaardigd door de firma Verschueren.